# Fibrosis endomiocárdica
La fibrosis endomiocárdica, es un término médico que define a una infrecuente inflamación del endocardio (endocarditis) caracterizada por un engrosamiento fibrótico de porciones del corazón, en especial el ápice del corazón y una o ambas válvulas cardíacas que separan las aurículas de los ventrículos.  Por ello, es una miocardiopatía restrictiva y una de las formas del síndrome hipereosinofílico. Ocasionalmente, puede asociarse con trombos y depósitos de calcio sobre la pared ventricular. Tiene una notoria predisposición geográfica por el África ecuatorial, aunque se han descrito con cierta frecuencia en climas tropicales, incluyendo Suramérica. Se describe con frecuencia que la endocarditis de Löffler sea la versión de climas templados de esta misma enfermedad.

## Epidemiología
La enfermedad fue descubierta y descrita por primera vez en regiones subtropicales de África, el 90% de los casos encontrándose predominantemente en lugares a 15º del ecuador, incluyendo India y Suramérica. Un 20% de los casos de insuficiencia cardíaca en niños de Nigeria son debidos a fibrosis endomiocárdica. Los países de Nigeria y Uganda son los más afectados, en especial niños entre 5 y 15 años y adultos jóvenes, y es más frecuente en mujeres de edades reproductivas que en hombres.

## Cuadro clínico
Los síntomas más comunes incluyen fatiga, debilidad, edema pulmonar y en las extremidades inferiores y disnea (falta de aire), por su cercana relación a la insuficiencia cardíaca. De producirse un embolismo sistémico puede causar disfunción renal y/o neurológico, y puede ser rápidamente fatal. Los signos más frecuentes son cardiomegalia, soplo por insuficiencia mitral y el signo de Kussmaul (patrones respiratorios anormales).

## Diagnóstico
El cuadro clínico tiende a ser altamente sugestivo, invitando la confirmación de exámenes diagnósticos. El electrocardiograma y el ecocardiograma bidimensional son útiles en demostrar patrones de hipertrofia ventricular, y la severidad del daño anatómico funcional del corazón. La biopsia del miocardio puede mostrar fibrosis y depósitos de calcio en el endocardio.

## Tratamiento
El tratamiento de elección para pacientes asintomáticos es la intervención quirúrgica con el fin de eliminar las masas fibróticas y reparar o reemplazar las válvulas cardíacas, de haber una afectada con suficiente severidad. La cirugía no cura la enfermedad, solo alivia los signos cardíacos y síntomas producto de la resultante miocardiopatía, sin que pueda frenar el progreso de la enfermedad.

## Pronóstico
El pronóstico de vida en pacientes con fibrosis endomiocárdica depende de la extensión y la distribución de la enfermedad en las cámaras y válvulas del corazón. La mayoría de los pacientes se presentan a consultas médicas cuando la enfermedad ya se ha extendido por encima de la capacidad de tratamiento y alivio, por lo que la sobrevida después del diagnóstico, es breve. En un estudio 95% de los pacientes fallecieron al cabo de dos años y 44% luego del primer año.